# Kaba
Kaba là một thành phố thuộc hạt Hajdú-Bihar, Hungary. Thành phố này có diện tích 95,04 km², dân số năm 2010 là 6000 người, mật độ 63 người/km².